# Waylon Jennings

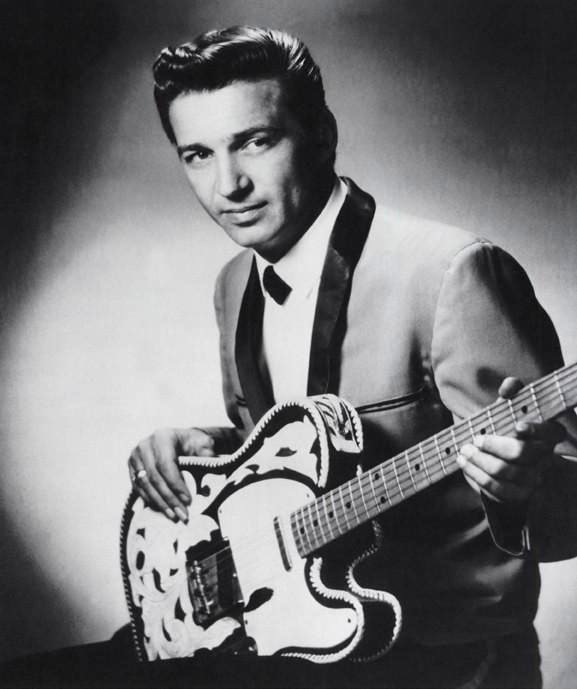
Waylon Jennings 1965.

Waylon Jennings, född 15 juni 1937 i Littlefield, Texas, död 13 februari 2002 i Chandler, Arizona, var en inflytelserik amerikansk countrysångare och gitarrist.
Jennings blev först känd som basist åt Buddy Holly, efter att denne brutit med The Crickets. Han undkom den flygolycka den 3 februari 1959 i vilken Buddy Holly, Ritchie Valens och J. P. "The Big Bopper" Richardson dog genom att Jennings erbjudit den influensasjuke Richardson sin plats i planet. Efter några års inaktivitet fortsatte han därefter sin karriär som soloartist.
Under 1970-talet hjälpte han till att skapa outlaw country-rörelsen genom att vägra spela det på den tiden populära Nashvillesoundet. Han bildade även supergruppen The Highwaymen tillsammans med Willie Nelson, Johnny Cash och Kris Kristofferson, även de från Outlaw-rörelsen. Sitt sista soloalbum spelade han in 1998, och 2001 valdes han in i Country Music Hall of Fame. Han dog 2002 till följd av komplikationer orsakade av diabetes.

## Diskografi
Album
- 1964 – JD's
- 1966 – Folk-Country
- 1966 – Leavin' Town
- 1966 – Nashville Rebel (soundtrack)
- 1967 – Waylon Sings Ol' Harlan
- 1967 – Love of the Common People
- 1967 – The One and Only
- 1968 – Hangin' On
- 1968 – Only the Greatest
- 1968 – Jewels
- 1969 – Just to Satisfy You
- 1969 – Country-Folk (med The Kimberlys)
- 1970 – Waylon
- 1970 – Don't Think Twice
- 1970 – Ned Kelly (soundtrack)
- 1970 – Singer of Sad Songs
- 1971 – The Taker/Tulsa
- 1971 – Cedartown, Georgia
- 1972 – Good Hearted Woman
- 1972 – Heartaches by the Number
- 1972 – Ladies Love Outlaws
- 1973 – Lonesome, On'ry and Mean
- 1973 – Honky Tonk Heroes
- 1974 – This Time
- 1974 – The Ramblin' Man
- 1975 – Dreaming My Dreams
- 1976 – Wanted! The Outlaws
- 1976 – Mackintosh & T.J. (soundtrack)
- 1976 – Are You Ready for the Country
- 1976 – Waylon Live
- 1977 – Ol' Waylon
- 1978 – I've Always Been Crazy
- 1979 – What Goes Around Comes Around
- 1980 – Music Man
- 1982 – Leather and Lace (med Jessi Colter)
- 1982 – Black on Black
- 1983 – It's Only Rock and Roll
- 1983 – Waylon and Company
- 1984 – Never Could Toe the Mark
- 1985 – Turn the Page
- 1986 – Sweet Mother Texas
- 1986 – Will the Wolf Survive
- 1986 – Heroes (med Johnny Cash)
- 1987 – Hangin' Tough
- 1987 – A Man Called Hoss
- 1988 – Full Circle
- 1990 – The Eagle
- 1992 – Too Dumb for New York City, Too Ugly for L.A.
- 1992 – Ol' Waylon Sings Ol' Hank
- 1993 – Cowboys, Sisters, Rascals & Dirt
- 1994 – Waymore's Blues (Part II)
- 1996 – Right for the Time
- 1998 – Closing in on the Fire
- 2000 – Restless Kid Live - Live at JD's
- 2000 – Never Say Die: Live
- 2003 – Waylon Live: The Expanded Edition
- 2006 – Live from Austin, TX